# Chilton Club
El Chilton Club es un club social privado establecido en 1910, en el área de Back Bay de Boston, Massachusetts.  Fundado por Pauline Revere Thayer, el club fue pensado en parte como un contrapunto al Mayflower Club. El club lleva el nombre de Mary Chilton porque fue la primera mujer en salir del Mayflower.

El club ocupa un gran edificio de ladrillo rojo en Commonwealth Avenue, diseñado en 1870 por el arquitecto "Henry Richards de la firma de Ware y Van Brunt ". (Sin embargo, algunos afirman que el edificio fue diseñado por los arquitectos Peabody y Stearns.) El edificio ha sido reformado y ampliado a lo largo de los años.
"El 18 de mayo de 1910, el Chilton Club solicitó (y posteriormente recibió) permiso para remodelar y ampliar significativamente la casa, incluida la eliminación del tercer piso original, con su techo abuhardillado, y la adición de tres pisos adicionales, dos de ladrillo y el tercero "en el techo". También recibieron permiso para construir una adición en la parte trasera, de 38 pies por 18 pies y 9 pulgadas, cinco pisos de altura sobre el sótano, cuatro de ladrillo y uno "en el techo". El Club contrató a la firma de Richardson, Barott y Richardson, y el trabajo fue supervisado por FLW Richardson, hijo del célebre arquitecto Henry Hobson Richardson . La adición se completó en febrero de 1911. . . . El 28 de mayo de 1926, el Club adquirió 150 Commonwealth, que habían permanecido en Baker Estate hasta el año anterior. Remodelaron la casa combinándola con 152 Commonwealth.”
Algunos de los primeros miembros incluyeron:

## Otras lecturas
- Chilton Club dañado; Nuevo Hogar de la Organización de Mujeres en Commonwealth Ave Escena de un Incendio de $4000. Globo diario de Boston. 12 de enero de 1911. pág. 9.
- Se inauguró el Chilton Club. Globo diario de Boston. 5 de abril de 1911. pág. 10
- Beber entre mujeres; El reverendo Herbert S. Johnson da una dirección que, según dijo, fue sugerida por la acción del Chilton Club. Globo diario de Boston. 24 de abril de 1911. pág. 2.
- Licencia para Chilton Club. Globo diario de Boston. 30 de abril de 1911. pág. 5
- Cuenta los objetivos y progresos de Mussolini; El conde Constantini habla en el Club Chilton El líder de Italia se ha ganado la confianza de toda la nación, dice. Globo diario de Boston. 16 de enero de 1923. pág. 13
- Transacciones inmobiliarias; Chilton Club compra una parcela contigua. Globo diario de Boston. 15 de junio de 1926. pág. A19
- Fe Kidder Fuller. Setenta y cinco años en el Chilton Club : una memoria. Boston, Massachusetts : Club Chilton, 1985.
- Peggy Hernández. En cambio, Chilton Club para admitir hombres. Globo de Boston. 28 de octubre de 1988. pág. 1.
- Katherine Dempsey, de 99 años, era la directora social del Chilton Club. Globo de Boston. 19 de agosto de 1990. pág. 71.
- Elizabeth Fessenden fue presidenta del club Chilton. Globo de Boston. 4 de enero de 1996. pág. 27

## enlaces externos
- Sitio web oficial

- Datos: Q5099223